# Le Génie fou
Pour plus de détails, voir Fiche technique et Distribution.
Le Génie fou (The Mad Genius) est un film américain réalisé par Michael Curtiz et sorti en 1931.

## Synopsis
Vladimir Tsarakov avait toujours rêvé de devenir un grand danseur. Mais, paralysé d'une jambe, il est désormais marionnettiste et dirige un petit théâtre. Un soir, il recueille un jeune garçon, Fedor Ivanoff, qui fuit la colère de son père. Il l'adopte et, dans son esprit, germe l'idée de faire de cet enfant l'homme qu'il n'a jamais été...

## Fiche technique
- Titre : Le Génie fou
- Titre original : The Mad Genius
- Réalisation : Michael Curtiz
- Scénario : J. Grubb Alexander (en) et Harvey F. Thew, d'après la pièce The Idol de Martin Brown
- Chef-opérateur : Barney McGill
- Musique : David Mendoza (non crédité)
- Montage : Ralph Dawson
- Direction artistique : Anton Grot
- Costumes : Earl Luick
- Production : Warner Bros Pictures
- Durée: 81 min
- Date de sortie :
  - États-Unis : 7 novembre 1931

## Distribution
- John Barrymore : Vladimir Ivan Tsarakov
- Marian Marsh : Nana Carlova
- Charles Butterworth : Karimsky
- Donald Cook : Fedor Ivanoff
- Luis Alberni : Sergeï Bankieff
- Carmel Myers : Sonya Preskoya
- André Luguet : Comte Robert Renaud
- Frankie Darro : Fedor, enfant
- Boris Karloff : le père de Fedor
- Mae Madison : Olga Chekova
- Lee Moran : le directeur du cabaret